# Mangora theridioides
Mangora theridioides là một loài nhện trong họ Araneidae.
Loài này thuộc chi Mangora. Mangora theridioides được Cândido Firmino de Mello-Leitão miêu tả năm 1948.